# 圣若昂-杜保达柳
圣若昂-杜保达柳是巴西圣保罗州的一个市镇。总面积117.845平方公里，总人口2132人，人口密度18.1人/平方公里。